# Gente Fina É Outra Coisa
Gente fina é outra coisa é um filme brasileiro de 1977, do gênero comédia, dirigido por Antônio Calmon e produção de Pedro Carlos Rovai. Música-tema de Odair José ("Tadeu, o pobre rico").

## Estrutura
Pornochanchada em três atos que conta as aventuras de Tadeu, interpretado por Ney Santanna, um rapaz pobre que entra no mundo dos ricos.

### 1º Ato: Guerra da Lagosta...ou de como Tadeu provou que empregado também tem sexo
- Roteiro: Graça Motta (original), Nelson Motta (colaboração), Antonio Calmon (adaptação), Leopoldo Serran (adaptação), Pedro Carlos Rovai (adaptação) e Mauro Rasi (adaptação).

#### Elenco
- Maria Lúcia Dahl...Magali
- Paulo Villaça...Rogério
- Marieta Severo...Elsa
- Thaís Portinho...Tânia
- Rubens Araújo...Renato
- Carlos Kroeber...Doutor Saveiro
- Maria Alves
- Glória Cristal

#### Sinopse
Tadeu é copeiro na casa da esnobe e sensual Madame Magali. Ela costuma ficar nua na frente dele, dizendo que "empregado não tem sexo" e manda Tadeu levar seu cachorrinho de estimação todo enfeitado para passear, função que ele odeia. Quando o endividado marido Rogério traz dois casais para jantar e pede para serem servidas lagostas, Magali desconfia que estão estragadas e as testa no animal. O alimento não causa nada no cachorro, mas Tadeu resolve aproveitar a oportunidade para se livrar da odiada função.

#### Músicas
- Odair José
- Wando

### 2º Ato: Chocolate ou Morango?...ou de como Tadeu ajudou Cecília a se vingar dos homens...
- Roteiro: Antônio Calmon, Leopoldo Serran e Pedro Carlos Rovai

#### Elenco
- Louise Cardoso...Cecília
- Milton Carneiro...Guimarães
- Jacqueline Laurence...Matilde
- Nuno Leal Maia...Alfredinho
- Thelma Reston...Anunciata
- Luís Carlos Lacerda...Recepcionista

#### Sinopse
Tadeu é contratado como motorista do milionário Guimarães que deseja casar a filha com o granfino Olavo. Mas a filha está apaixonada por Alfredinho, um vigarista interesseiro. Guimarães mostra a ela a verdade então Cecília resolve usar Tadeu para se vingar dos homens.

### 3º Ato: O Prêmio...ou de como Tadeu apostou em uma e ganhou três...
- Roteiro: Antônio Calmon, Leopoldo Serran e Pedro Carlos Rovai

#### Elenco
- Selma Egrei...Íris
- Márcia Rodrigues...Margarida
- Kátia D'Angelo .... Elvira
- Álvaro Freire
- Flávio São Tiago
- Marília Carneiro

#### Sinopse
A bonita granfina Íris contrata Tadeu para trabalhar como copeiro para a recatada e temerosa amiga Margarida que está em crise com a traição do marido com a arrumadeira Elvira. Íris quer que Tadeu use o emprego para seduzir Margarida e ajudá-la a "dar o troco" no marido infiel e lhe promete um "prêmio". Tadeu acha que esse prêmio é a própria Íris e aceita o trabalho, passando a flertar com Margarida. Mas Elvira também parece interessada nele e Tadeu reluta em conquistar as duas mulheres do patrão.

#### Música
- Elvis Presley